# Луценко Анатолій Павлович
Анатолій Павлович Луце́нко (11 липня 1928, Харків — 16 березня 1993, Харків) — український художник і педагог; член Харківської організації Спілки радянських художників України з 1962 року.

## Біографія
Народився 11 липня 1928 року в місті Харкові (нині Україна). Протягом 1949—1955 років навчався в Харківському художньому інституті, був учнем Петра Котова.
У 1955—1956 роках викладав у Харківській дитячій художній школі імені Іллі Рєпіна, пізніше — у Харківському художньому училищі. Серед учнів: Бабенко Іван Олександрович, Баринова-Кулеба Віра Іванівна, Бондаренко Микола Михайлович, Глушич Олег Миколайович, Ковальов Олександр Миколайович, Коркішко Василь Ілліч, Лещенко Тетяна Іванівна, Неймеш Микола Степанович, Судаков Олександр Леонідович, Удовенко Олександр Іванович, Якунін Микола Валентинович.
Мешкав у Харкові в будинку на вулиці Храмова, № 22, квартира № 4. Помер у Харкові 16 березня 1993 року.

## Творчість
Працював у галузях станкової графіки і станкового живопису. У реалістичному стилі створював рисунки, живописні портрети, пейзажі на морську тематику. Серед робіт:
графіка
- «Всі на вибори!» (1946);
- «„Караганда“ на розвантаженні» (1949);
- «Жіночий портрет» (1949);

серії ліногравюр
- «Кременчуцька ГЕС» (1960—1961);
- «У рибалок Приазов'я» (1963);
- «Індустріальні пейзажі України» (1967);

живопис
- «Рятівний круг» (1950-ті);
- серії етюдів та жіночих портретів (1950-ті);
- «Старший брат» (1988)[2].

Брав участь у республіканських виставках з 1960 року, всесоюзних — з 1961 року, зарубіжних — з 1963 року.
Окремі роботи художника зберігаються у Харківському художньому музеї.